# 陕西耳蕨
陕西耳蕨（学名：Polystichum shensiense）为鳞毛蕨科耳蕨属下的一个种。

## 扩展阅读
- 維基物種上的相關：陕西耳蕨